# Saint-Laurent, Haute-Savoie
Saint-Laurent este o comună în departamentul Haute-Savoie din sud-estul Franței. În 2009 avea o populație de 789 de locuitori.

## Evoluția populației
| An        | 1975 | 1982 | 1990 | 1999 | 2006 | 2009 |
| --------- | ---- | ---- | ---- | ---- | ---- | ---- |
| Populație | 299  | 341  | 430  | 603  | 734  | 789  |